# علم إتشكيريا

علم إتشكيريا

اعترف علم إتشكيريا أول الدولة في الشيشان واعترف علم جمهورية الشيشان إشكيريا
تم وسم العلم في عام 2004، من قبل حكومة الشيشان.